# Centro Universitário Octávio Bastos
O Centro Universitário Octávio Bastos, mais conhecido pela marca UNIFEOB, é um centro universitário do estado de São Paulo, com sede na cidade de São João da Boa Vista. A instituição foi fundada em 4 de novembro de 1965 com o nome de Fundação Sanjoanense de Ensino. Com seu crescimento e a integração de seus cursos houve mudanças em seu estatuto, e juntos os cursos de graduação e pós passaram a compor as FIFEOB – Faculdades Integradas da Fundação de Ensino Octávio Bastos, em 2002. Em dezembro de 2003, depois de atender a todas as exigências do MEC, as FIFEOB conquistaram o status de Centro Universitário. Assim, foi adotado o nome UNIFEOB – Centro Universitário da Fundação de Ensino Octávio Bastos.

## Cursos lecionados
O UNIFEOB possui 30 cursos de graduação disponibilizados em dois campi que são: 
- Administração;
- Audiovisual;
- Ciências Contábeis;
- Direito;
- Análise e Desenvolvimento de Sistemas;
- Ciências Biológicas;
- Ciências Sociais;
- Enfermagem;
- Engenharia Civil;
- Engenharia Agronômica;
- Física;
- Filosofia;
- Fisioterapia;
- Geografia;
- História;
- Letras;
- Matemática;
- Medicina Veterinária;
- Pedagogia;
- Química;
- Agronegócio;
- Comércio Exterior;
- Gestão Ambiental;
- Gestão da Qualidade;
- Gestão de Recursos Humanos;
- Gestão Pública;
- Logística;
- Marketing;
- Processos Gerenciais.

## Áreas de interesse
Além das atividades acadêmicas a UNIFEOB possui vários projetos, sociais e culturais, com envolvimento dos professores, alunos e funcionários.

## Outros serviços oferecidos
A UNIFEOB também mantém diversos cursos de Pós-Graduação e a Universidade da 3ª Idade. Esta última, uma das pioneiras no Brasil, foi criada em 1992.
Em 2018, a UNIFEOB entrou na modalidade de Educação a Distância, oferecendo cursos de graduação EAD e Semipresenciais. 